# Kristoffer Beckman
Kristoffer Beckman, född 27 juni 1779 i Göteborg (Domkyrkoförsamlingen), död 1 maj 1837 i Bo församling, Örebro län (kyrkobokförd i Göteborg), var en svensk handelsman och riksdagsman.
Kristoffer Beckman var handlande i Karlstad och senare brukspatron. Han var riksdagsman i borgarståndet för staden vid riksdagen 1823. I riksdagen var han bland annat ledamot i bevillningsutskottet, förstärkta statsutskottet, förstärkta bankoutskottet och borgarståndets enskilda besvärsutskott.